# Klassiska ärkestiftsgymnasiet
Klassiska ärkestiftsgymnasiet (kroatiska: Nadbiskupska klasična gimnazija, akronym NKG), officiellt Ackrediterade klassiska ärkestiftsgymnasiet (Nadbiskupska klasična gimnazija s pravom javnosti), är en romersk-katolsk gymnasieskola i Zagreb i Kroatien. Det grundades år 1920 och ligger på adressen Voćarska 106 i stadsdelen Gornji grad-Medveščak.
Gymnasieskolan är ackrediterad av kroatiska myndigheter att bedriva skolverksamhet enligt den kroatiska läroplanen. Skolans utbildningsprogram lägger speciell fokus på antikens kultur och historia. Latin och klassisk grekiska är obligatoriska skolämnen. Gymnasiet främjar katolicismen och för pojkar fungerar den som förberedande skola för Teologiska ärkestiftsseminariet, ett seminarium och utbildningsinstitution för framtida romersk-katolska präster.

## Historik
Gymnasieskolan har sina rötter i och har vuxit fram ur Ärkestiftets lykeion som ursprungligen etablerades år 1854 som en del av det Teologiska ärkestiftsseminariet. Gymnasiets verksamhet startade år 1920 och var då förlagd i ärkestiftsseminariets byggnad i Kaptol. På ärkebiskopen Antun Bauers och biskopen Antun Akšamovićs initiativ påbörjades uppförandet av en ny gymnasiebyggnad den 25 juni 1927. Den nya gymnasiebyggnaden med ett observatorium uppfördes på kyrkans mark i kvarteret Šalata. År 1928 kunde gymnasiet flytta in i den byggnad som det har varit inhyst i sedan dess.
Skolan var inledningsvis en pojkskola med syfte att fostra och förbereda pojkar för prästskapet. Efter andra världskriget ombildades det dåvarande Jugoslavien som en kommunistisk förbundsstat. På initiativ av de kommunistiska myndigheterna förlorade skolan år 1948 den statliga ackrediteringen att få bedriva skolverksamhet. I gymnasiebyggnaden inrättades ett sjukhus som först år 1989 lämnade byggnaden. Sedan Kroatien blivit en självständig stat återfick gymnasieskolan år 1991 statlig ackreditering att bedriva skolverksamhet. År 2003 beslutade ärkestiftet att av även flickor kunde få utbildning vid gymnasiet.